# گری فارست (تگزاس)
گری فارست، تگزاس (به انگلیسی: Grey Forest, Texas) یک شهر در ایالات متحده آمریکا با جمعیت ۴۱۸ نفر است که در تگزاس واقع شده‌است.